# Carbona lucens
Carbona lucens är en fjärilsart som beskrevs av William Schaus 1911. Carbona lucens ingår i släktet Carbona och familjen nattflyn. Inga underarter finns listade i Catalogue of Life.